# Черноклюна кукувица
Черноклюна кукувица (Coccyzus erythropthalmus) е вид птица от семейство Cuculidae. Видът е незастрашен от изчезване.

## Разпространение
Разпространен е в Антигуа и Барбуда, Аржентина, Бахамски острови, Барбадос, Белиз, Боливия, Бразилия, Канада, Кайманови острови, Колумбия, Коста Рика, Куба, Доминика, Доминиканска република, Еквадор, Гваделупа, Гватемала, Хаити, Хондурас, Мартиника, Мексико, Монсерат, Никарагуа, Панама, Парагвай, Перу, Пуерто Рико, Сейнт Китс и Невис, Сейнт Лусия, Сейнт Винсент и Гренадини, Суринам, Тринидад и Тобаго, Търкс и Кайкос, САЩ и Венецуела.